# Peter Boita
Peter Boita, gebürtig Ettore Peter E. Boita (* 25. August 1924 in London; † Oktober 1997 in London-Sutton, Großbritannien) war ein britischer Filmeditor.
Boita begann seine Laufbahn als Schnittassistent Ende der 1940er Jahre. Ab 1956 war er als eigenständiger Editor tätig. Bis einschließlich 1986 war er bei mehr als 40 Produktionen am Filmschnitt beteiligt.

## Filme (Auswahl)
- 1958: Postlagernd Westminster (Chain of Events)
- 1958: Kopf hoch – Brust raus! (Carry On Sergeant)
- 1960: Dschungel der 1000 Gefahren (Swiss Family Robinson)
- 1965: Geheimnis im blauen Schloß (Ten Little Indians)
- 1965: Blonde Fracht für Sansibar (Mozambique)
- 1965: Scharfe Küsse für Mike Forster (City of Fear)
- 1966: Donegal, König der Rebellen (The Fighting Prince of Donegal)
- 1967: Königin der Wikinger (The Viking Queen)
- 1971: Entführt (Kidnapped)
- 1974: Der kleine Prinz (The Little Prince)
- 1974: Die Jagd nach den gestohlenen Diamanten (Diamonds on Wheels)
- 1975: Moses (Moses, the Lawgiver)
- 1975: Abenteurer auf der Lucky Lady (Lucky Lady)
- 1975: Wer hat unseren Dinosaurier geklaut? (One of Our Dinosaurs Is Missing)
- 1977: Abenteuer auf Schloß Candleshoe (Candleshoe)
- 1978: Mach’ weiter, Emmanuelle (Carry On Emmanuelle)
- 1979: James jr. schlägt zu (The London Connection)
- 1979: König Artus und der Astronaut (Unidentified Flying Oddball)
- 1985: Auf der Jagd nach dem Juwel vom Nil (The Jewel of the Nile)
- 1986: Rebell der Wüste (Harem)